# آدریان جانستون
آدریان جانستون (انگلیسی: Adrian Johnston؛ زادهٔ ۱۹۶۱ میلادی) آهنگساز و موسیقی‌دان اهل بریتانیا است.
از فیلم‌ها یا مجموعه‌های تلویزیونی که وی در آن‌ها نقش داشته‌است، می‌توان به جود، جین شدن، باری دیگر برایدزهد، شرلوک هلمز و پرونده جوراب ابریشمی و جنایت و مکافات اشاره نمود.
وی همچنین برندهٔ جوایزی همچون جایزه امی شده‌است.